# 地三宝鸟科
地三宝鸟科（学名：Brachypteraciidae）佛法僧目的一个科，现存4属5种，仅分布于马达加斯加，均不具有迁徙性。若计入已灭绝的Brachypteracias langrandi则有6种。